# Eleonore von England (Geldern)

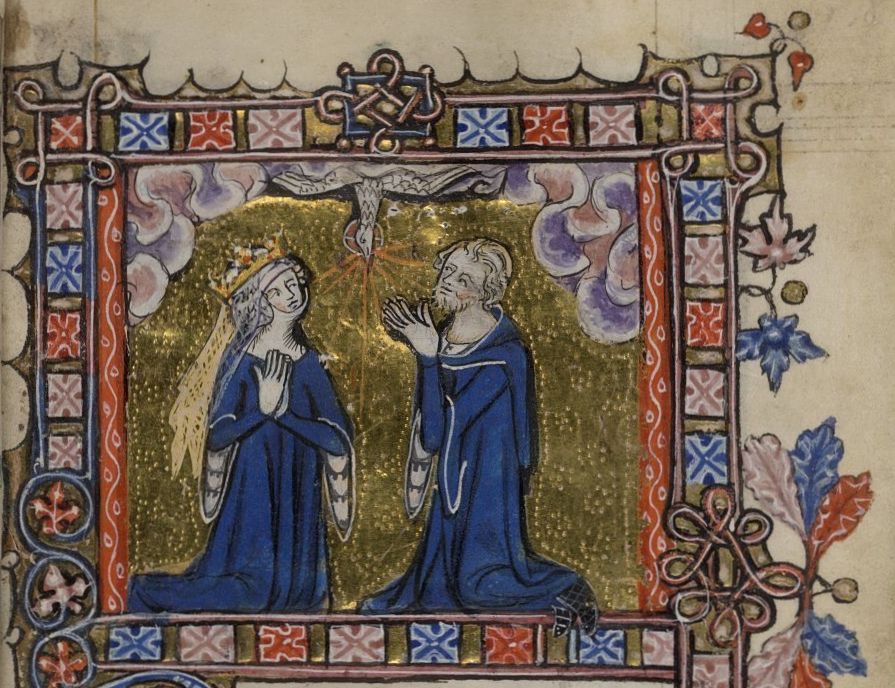
Eleonore und ihr Mann Rainald II. im Gebet. Buchmalerei aus dem Stundenbuch von Taymouth.

Eleonore von England (englisch Eleanor of Woodstock) (* 18. Juni 1318 in Woodstock; † 22. April 1355 in Deventer) war eine englische Prinzessin und durch Heirat Gräfin bzw. Herzogin von Geldern.

## Herkunft und Kindheit
Eleonore war das dritte Kind und die älteste Tochter des englischen Königs Eduard II. und dessen Frau Isabella von Frankreich. Sie wurde nach ihrer Großmutter Eleonore von Kastilien benannt. Als der königliche Günstling Hugh le Despenser in den 1320er Jahren zunehmenden Einfluss auf Eleonores Vater gewann, beschränkte er den Kontakt zwischen ihrem Vater und ihrer Mutter. Als es 1324 wegen der englischen Besitzungen in Frankreich zu einem Krieg zwischen England und Frankreich kam, entzog Despenser der Königin gegen Ende September 1324 die Aufsicht über ihre drei jüngeren Kinder. Dies begründete er mit der Behauptung, Isabella könne als gebürtige Französin ihre Kinder möglicherweise zum Verrat gegen ihren Vater anstiften. Eleonore und ihre jüngere Schwester Johanna wurden zunächst in die Obhut von Isabel le Despenser gegeben. Sie war eine Schwester von Hugh le Despenser und mit Ralph de Monthermer, einem Schwager des Königs verheiratet. Die nächsten beiden Jahre lebte Eleonore auf Pleshey und Marlborough Castle, den Besitzungen von Monthermer. Als Eleonores Mutter im Herbst 1326 die Herrschaft ihres Mannes stürzte, öffnete die Stadt Bristol ihr im Oktober die Tore. In der Stadt wurden ihr ihre beiden Töchter Eleonore und Johanna übergeben, die sich zuvor in der Obhut von Hugh le Despenser dem Älteren, dem Vater von Isabel le Despenser befunden hatten. Im Sommer 1328 begleitete Eleonore zusammen mit ihrer Mutter ihre Schwester Johanna nach Berwick, wo diese mit dem schottischen Thronfolger David verheiratet wurde.

## Heirat mit dem Grafen von Geldern
Im Sommer 1330 wurde Eleonores Heirat mit einem Sohn des französischen Königs Philipp VI. erwogen, um einen Frieden zwischen England und Frankreich zu bekräftigen. Da die Friedensverhandlungen aber scheiterten, waren auch die Heiratspläne hinfällig. Im Mai 1332 wurde Eleonore in Nimwegen mit Graf Rainald II. von Geldern verheiratet. Die Heirat wurde durch Graf Wilhelm III. von Hennegau, einem Cousin von Eleonores Mutter vermittelt. Ihr Mann war zu Beginn des Hundertjährigen Kriegs mit Eleonores Bruder König Eduard III. verbündet und wurde 1339 zum Herzog von Geldern erhoben. Dennoch und obwohl Eleonore mit ihrem Mann zwei Söhne hatte, war die Ehe nicht glücklich. 1338 verbannte Graf Rainald sie von seinem Hof mit der Begründung, sie sei an Lepra erkannt. Dazu versuchte er, die Ehe annullieren zu lassen, um eine andere Frau zu heiraten. Daraufhin erschien Eleonore im Herzogspalast von Nimwegen. Vor dem versammelten Hof öffnete sie ihren Mantel. Die Chronisten sind sich uneinig, ob sie darunter völlig nackt war oder einen durchsichtigen Schleier trug, auf jeden Fall war offensichtlich, dass sie nicht an Lepra erkrankt war. Daraufhin musste ihr Mann sie wieder an seinem Hof aufnehmen.

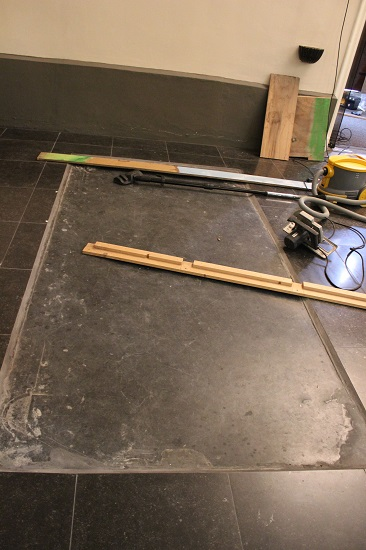
Grabstein von Eleonore in der Broederenkerk in Deventer

## Verwicklung in den Machtkampf ihrer Söhne und Tod
Nach dem Tod ihres Manns nach einem Reitunfall 1343 versuchte Eleonore, für ihren minderjährigen Sohn Rainald III. mit die Regentschaft zu übernehmen. Ab 1350 unterstützte sie die Ansprüche ihres jüngeren Sohns Eduard, worauf es zu einer Fehde zwischen den beiden Brüdern kam. Rainald lehnte die Versöhnungsversuche seiner Mutter ab und beschlagnahmte ihren Besitz, worauf sich Eleonore in das Zisterzienserinnenkloster von Deventer zurückziehen musste. Sie wollte offenbar nicht ihren Bruder Eduard III. um Hilfe bitten und starb in Armut im Kloster. Sie wurde in der Broederenkerk, der Kirche des Minoritenklosters in Deventer beigesetzt.

## Nachkommen
Aus ihrer Ehe mit Rainald II. von Geldern hatte Eleonore zwei Söhne:
- Rainald III. (1333–1371)
- Eduard (1336–1371)